# Taxe Emmaüs

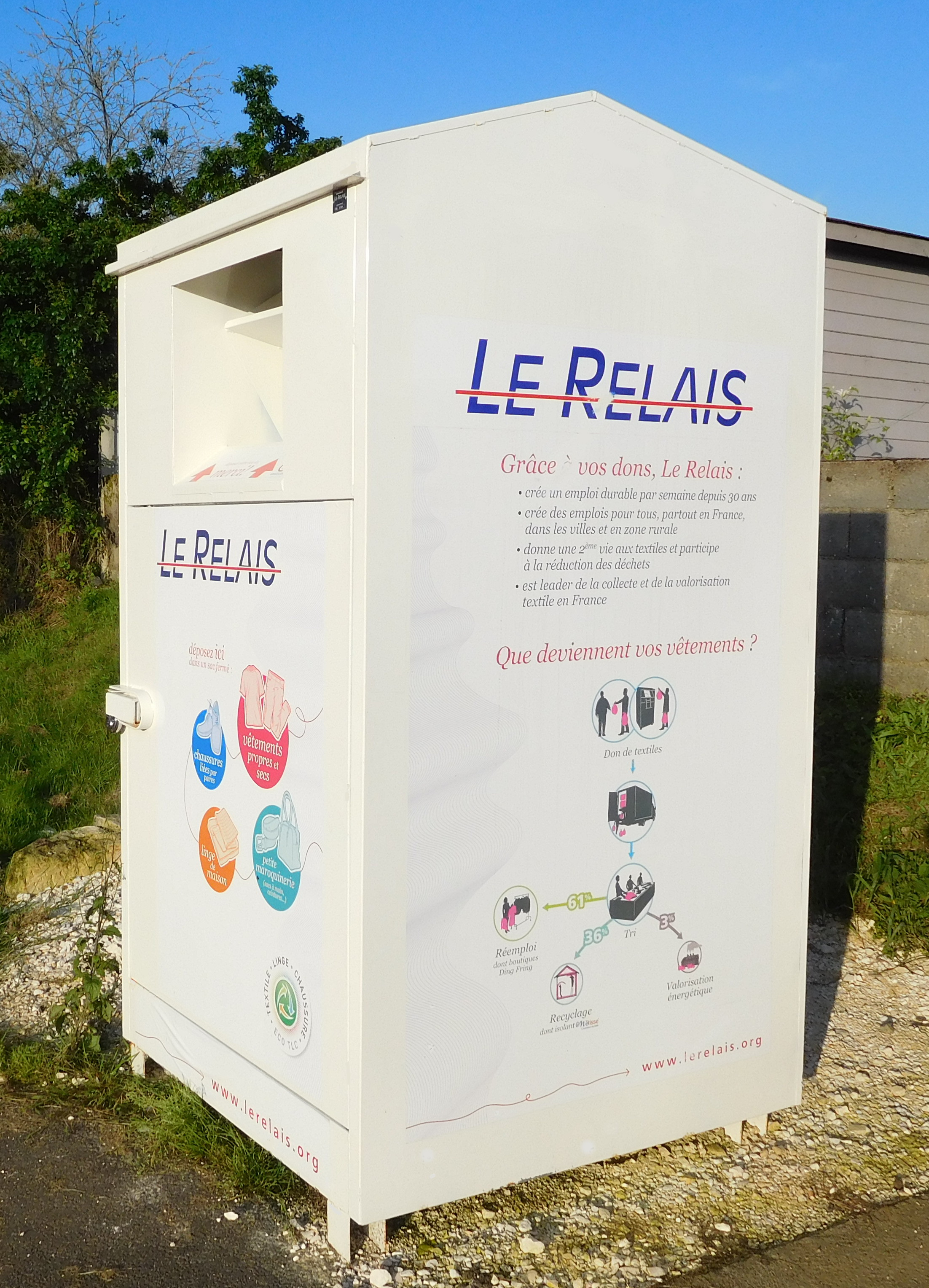
Conteneur Le Relais dans le Cher

La taxe Emmaüs ou éco-contribution textile est une contribution obligatoire instaurée en 2007 en France afin de financer le recyclage des textiles usagés.

## Historique
Dans son livre Secrets de fabrication, Martin Hirsch revient sur la genèse de la taxe Emmaüs. Pierre Duponchel présente à Martin Hirsch, président d'Emmaüs France, son idée de contribution solidaire afin de soutenir le recyclage des vêtements. Le député UMP Yves Jégo dépose un amendement dans le cadre de la loi de finances pour 2006 afin d'instaurer une contribution environnementale sur les distributeurs de textiles pour financer la collecte des produits textiles usagés. À la surprise générale, l'amendement est voté à l'unanimité par l'Assemblée nationale, contre l'avis du gouvernement. Ce type de contribution était déjà en place dans de nombreuses filières, tels que le verre, les pneus, les piles, les déchets d'équipements électriques et électroniques. L'amendement passe également au Sénat, mais le gouvernement demande une seconde délibération. Cette fois le gouvernement à gain de cause, ce qui provoque la colère de Martin Hirsch. La commission mixte paritaire écarte définitivement l'idée d'une nouvelle contribution,. Mais en mars 2006, une commission d'étude est mise en place, et la taxe Emmaüs est définitivement adoptée dans la loi de finances pour 2007. 
La taxe Emmaüs est codifiée à l'article L. 541-10-3  du code de l'environnement.

## Caractéristiques
Par arrêt n°408425 du 28 décembre 2017, le Conseil d'Etat a rappelé que l'éco-contribution n'est pas un prélèvement obligatoire de nature fiscale.

### Redevables
Les professionnels du textile (textile d'habillement, cuir, chaussures et linge de maison) doivent s’acquitter d’une contribution de 0,5 centime d’euro pour chaque vêtement.

### Bénéficiaires
Les sommes collectées sont redistribuées à l’ensemble des opérateurs européens chargés du tri, qu’il s’agisse de récupérateurs privés ou d’entreprises d’économie sociale et solidaire.